# Kenyoniscus paradoxus
Kenyoniscus paradoxus är en kräftdjursart som beskrevs av Schmoelzer 1974. Kenyoniscus paradoxus ingår i släktet Kenyoniscus och familjen Eubelidae. Inga underarter finns listade i Catalogue of Life.